# Využití metody Monte Carlo ve financích
Monte Carlo metoda je matematická technika, která využívá velkého počtu náhodně vygenerovaných čísel. Tato náhodná čísla jsou následně použita pro vytvoření probabilistického modelu, který slouží k předpovídání přibližných číselných hodnot neurčitých (budoucích) eventů.
Finanční experti používají Monte Carlo metodu pro zhodnocení a analýzu potenciálních rizik a odměn finančních rozhodnutí, investic, opcí, portfolií a strategií. Monte Carlo metoda je užitečný nástroj pro finanční experty z důvodu celkové neurčitosti a proměnlivosti proměnných ve finančním sektoru. Pomáhá lepšímu odhadu možných výsledků a pravděpodobností.

## Historie
Navzdory vzniku metody Monte Carlo již ve 40. letech 20. století jako podpora při vývoji projektu Manhattan, její aplikace ve finanční oblasti nabrala na popularitě až v 70. letech 20. století. Jeden z hlavních pionýrů této metody ve financích byl Phelim Boyle, který publikoval práci: „Options: A Monte Carlo Approach.“ Tato práce poukázala na možnosti využití Monte Carlo metody v oblasti financí, konkrétně v případě oceňování opcí.
Během následujících let došlo k velkému pokroku v oblasti výpočtových technologií a následné také ke vzniku softwarových řešení přizpůsobených pro aplikaci metody Monte Carlo. Vyšší komputační výkonnost zařízení umožnila použití většího vzorku hodnot (s jejich výpočtem v rozumném čase) a zároveň se zlepšila schopnost generování velkého počtu náhodných čísel potřebných pro přesnost simulace. Dnes je Monte Carlo metoda široce používaná v oblasti financí.

## Přehled použití metody Monte Carlo ve finančním sektoru
Simulace Monte Carlo spoléhá na zákon velkých čísel. Mince hozená 5krát nemusí mít 50% podíl panna a zbytek orel. Ale pokud je hozena 5000krát, tak podíl bude pravděpodobně mnohem blíže střední hodnotě (v tomto případě 50 %). Čím více pokusů, tím blíže přiblížení ke středové hodnotě. V případě faktorů ve finančním sektoru samozřejmě nepracujeme s něčím tak jednoduchým jako je hod mince, ale také hledáme a předpovídáme chování, například potenciálního budoucího vývoje ceny aktiv na základě různých faktorů a předpokladů. Tyto faktory mohou zahrnovat historické cenové údaje, volatilitu, korelace s jinými aktivy a jakékoli další relevantní proměnné.
Při výpočtu Monte Carlo jsou velmi podstatné následující kalkulace:
- Výběr náhodných čísel: Při použití metody Monte Carlo je klíčové generovat náhodná čísla, která slouží jako vstupní hodnoty pro simulace nebo výpočty. Správný výběr náhodných čísel je tedy klíčový pro zajištění přesnosti a spolehlivosti metody Monte Carlo při modelování a simulaci různých finančních situací.[7]
- Korelace: statistická metrika, která měří vztah nebo spojitost mezi dvěma proměnnými. Ukazuje, do jaké míry se mění jedna proměnná v závislosti na změně druhé proměnné. Korelace je často používána k vyhodnocení vzájemné souvislosti mezi dvěma proměnnými a k identifikaci jejich vztahu.[6]
- Směrodatná odchylka: statistický ukazatel, který měří rozptyl hodnot v rámci souboru dat nebo pravděpodobnostního rozdělení. Vyjadřuje míru variability nebo rozptylu dat a udává, jak moc jsou jednotlivá pozorování odchýlena od průměrné hodnoty.[6]

Monte Carlo při finančním plánování používá korelační matici. Tato matice vykresluje požadované množství tržních proměnných na osách X a Y a pak jim přiřazuje číselnou hodnotu vztahu nebo korelaci mezi každou tržní proměnnou. Údaje o těchto vztazích se následně používají k ovlivnění výnosů, které jsou vidět při výsledku simulace Monte Carlo.
Vypočítá se směrodatná odchylka těchto výsledků. To znamená, že celkový výstup Monte Carlo bude mít pozitivní, negativní a střední hodnotu. Tyto hodnoty představují nejlepší, nejhorší a nejpravděpodobnější výsledky finančního plánu, s ohledem na velké množství různých tržních podmínek.

## Použití pro správu investičního portfolia
Použití metody Monte Carlo umožňuje finančnímu analytikovi determinovat velikost potřebného investičního portfolia, které by klient potřeboval při odchodu do důchodu s ohledem na jeho/její životní styl as tím spojené výdaje. Faktory, které jsou započteny do odhadu portfolia představuje například míra inflace, aktiva, daně, míra reinvestic a také odhadovaná životnost klienta. Výsledkem je rozložení velikostí portfolia s pravděpodobností podpory požadovaných výdajových potřeb klienta.
Analytik použije Monte Carlo metodu k determinování očekávané hodnoty a rozložení portfolia k datu předpokládaného klientova odchodu do důchodu. Simulace umožňuje analytikovi vytvoření pohledu z více období a odhadovanou hodnotu portfolia a alokovaných aktiv pro každé období. Analytik simuluje různé alokování aktiv s variabilní mírou rizika a rozložení zmíněných faktorů, zahrnující plánované úspory do odchodu do důchodu. Výsledkem je rozložení portfolií a jejich pravděpodobnost naplnění cíle pro optimální hodnotu portfolia, schopného pokrýt klientův životní styl v důchodu. Analytik může simulovat i různou míru útrat s ohledem na očekávanou délku života klienta a určit míru rizika vyčerpání finančních prostředků před smrtí.
Klientův poměr rizika k výnosům (Risk Reward Ratio) je jeden z hlavních faktorů ovlivňujících rozhodování při správě investičního portfolia. Častým jevem bývá neodpovídání očekávaného zisku a rizikového profilu klienta. Tento poměr může představovat významnou překážku k dosažení plánovaných výnosů a je možné, že nebudou dosažitelné při zachování současného životního stylu a výdajů klienta.

## Použití metody Monte Carlo k odhadu rizika
Metoda Monte Carlo je statistická metoda, která je vhodná k modelování nejistoty a odhadu rizika v různých oblastech, včetně finančního a projektového řízení, inženýrství, medicíny a dalších.
Při použití analýzy Monte Carlo k odhadu rizika se vytváří model, který simuluje náhodné vstupy a jejich dopady na výstupy systému. Tento model se opakovaně spouští s různými hodnotami vstupů, které jsou vybrány z rozdělení pravděpodobnosti. Každý běh simulace generuje výstupní hodnoty, které se používají k vytvoření rozdělení pravděpodobnosti výsledků.
Analýza Monte Carlo umožňuje kvantifikovat riziko prostřednictvím statistických měr, jako je průměr, směrodatná odchylka, percentily a korelace. Tyto měření poskytují informace o očekávaných hodnotách, rozptylu a možných extrémních scénářích.
Při aplikaci analýzy Monte Carlo na odhad rizika je nutné definovat vstupní parametry a jejich pravděpodobnostní rozdělení. Tyto rozdělení mohou být založena na historických datových sadách, expertních odhadech nebo jiných zdrojích informací. Simulace pak generuje náhodné hodnoty těchto parametrů a vyhodnocuje jejich dopad na výstupy modelu.
Výhodou analýzy Monte Carlo je schopnost zachytit komplexní interakce mezi vstupy a výstupy a poskytnout kvantitativní informace o riziku. Navíc může být použita k identifikaci kritických faktorů, které nejvíce ovlivňují výsledky a přispívají k celkovému riziku.
Analýza Monte Carlo však vyžaduje dostatečný počet simulací pro dosažení spolehlivých výsledků a časové nároky mohou být vysoké, zejména při složitějších modelech. Přesto se jedná o užitečný nástroj pro odhad rizika a rozhodování v podmínkách nejistoty.

## Oceňování opcí pomocí metody Monte Carlo
Oceňování opcí patří mezi jeden z nejdůležitějších a nejnáročnějších faktorů v moderním finančnictví. Až na určité výjimky, ceny opcí nemají jednoduché uniformní řešení. Z toho důvodu je nutná účinná výpočtová metoda pro jejich determinaci. Monte Carlo simulace se stala populárním přístupem řešení problému oceňování komplexních opcí, zvláště když základní prostor aktiv má velkou dimenzionalitu, protože výkonnost jiných numerických metod obvykle trpí takzvanou pohromou dimezionality.
Monte Carlo metoda představuje jednu z možností oceňování opcí. Další běžně používané metody pomocí kterých se provádí oceňování opcí jsou Black-Scholes model a Binomiální model.
Monte Carlo simulace používá počítačové modelování za účelem predikce výsledků. První krok simulace představuje vygenerování náhodného čísla na základě distribuce pravděpodobnosti. Následně, pomocí vygenerovaného náhodného čísla a dodatečných vstupů reprezentujících volatilitu a dobu expirace opce, se vygeneruje tržní cena. Tato tržní cena v době expirace opce je použita pro výpočet hodnoty opce. Simulace pak iterativním způsobem přepočítává výsledek, přičemž pokaždé použije jiný set náhodných hodnot z distribuce pravděpodobnosti. Podle komplexity celkového modelu, počtu neurčitých hodnot a distribuce pravděpodobnosti, Monte Carlo simulace může zahrnovat tisíce nebo i deseti tisíc iterací výpočtů než dojde k přiblížení se k předpokládané hodnotě opce. Za tuto hodnotu se typicky považuje průměr ze všech vypočtených výsledků simulace.

## Predikce toku peněz na projektu pomocí Monte Carlo
Metoda Monte Carlo lze využít i k predikci projektového cash flow (tok peněz), což je příjem a výdej finančních prostředků v rámci určitého projektu. Při predikci toku peněz se používá náhodná generace vzorků a opakované simulace, aby se odhadly možné výsledky a rizika projektu.
Proces využití metody Monte Carlo pro predikci toku peněz projektu lze shrnout do následujících 5. bodů:
1. Identifikace proměnných: Nejdříve je nutné identifikovat proměnné, které ovlivňují tok peněz projektu. Patří sem například tržby, náklady, daně, úrokové sazby nebo jiné faktory, které mají vliv na příjmy a výdaje projektu.
2. Definování pravděpodobnostních distribucí: Pro každou identifikovanou proměnnou je nutné definovat pravděpodobnostní distribuci, která popisuje její možné hodnoty a pravděpodobnosti výskytu těchto hodnot. Například lze použít normální distribuci pro předpokládané hodnoty s odchylkou nebo rozsah hodnot pro nejisté faktory.
3. Generování náhodných vzorků: S pomocí pravděpodobnostních distribucí se generuje náhodné vzorky pro každou proměnnou. Tato generace se provádí opakovaně, obvykle tisíckrát nebo více, aby se získalo dostatečné množství vzorků pro simulaci.
4. Simulace toku peněz: Pro každý vygenerovaný vzorek se vypočítá předpokládaný tok peněz na projektu pomocí příslušných vztahů a rovnic. Výsledkem je sada simulovaných hodnot peněžního toku.
5. Analýza výsledků: Po provedení simulace se analyzují výsledky a získávají se statistické informace ve formě číselných hodnot. To zahrnuje zjištění průměrného toku peněz, rozsahu hodnot, pravděpodobností dosažení určitých výsledků nebo možných scénářů vývoje projektu.

Tímto způsobem metoda Monte Carlo umožňuje modelovat a predikovat tok peněz na projektu s přihlédnutím k nejistotám a variabilitě jednotlivých faktorů. Pomáhá identifikovat rizika a poskytuje lepší pochopení možných výsledků, což může být pro rozhodování a plánování finančních projektů jeden ze zásadních faktorů potenciálního úspěchu.

## Výhody použití metody Monte Carlo
Monte Carlo metoda jako matematická výpočtová technika přináší uživatelům hypotetické výsledky reprezentující pravděpodobnost a budoucí předpokládanou hodnotu proměnných na základě historických a současných dat. Její použití je aplikovatelné na různé oblasti v rámci finančních strategií, plánování a důsledky daných rozhodnutí. Monte Carlo se vyznačuje pozitivními přínosy jako:
- Pravděpodobnostní výsledky - Simulace Monte Carlo ukazují nejen to, co by se mohlo stát, ale jak pravděpodobné jsou jednotlivé výsledky. To může být velmi výhodné pro finanční poradce, když plánují finanční portfolia, budoucí investice, opce, tok peněz projektu a další finanční aspekty[15].
- Grafické znázornění - Simulace Monte Carlo usnadňují vytváření grafických pomůcek, které ukazují rozsah možných výsledků dle scénářů a zlepšují jejich čitelnost a prezentabilitu.[15]
- Citlivost a analýza scénářů - Simulace Monte Carlo umožňují náhled na možné nastatí scénářů a jejich finančních vlivů na klienta/organizaci za předpokladu nastati různých okolností ovlivňujících finanční faktory.[15]
- Flexibilita a možnost přizpůsobení specifickým situacím - Simulaci Monte Carlo je možné přizpůsobit požadavkům různých finančních situací a pro ně potřebných proměnných hodnot, pro dosažení požadované analýzy.[16]

## Nevýhody použití metody Monte Carlo
Navzdory širokému spektru využití, ať už v oblasti finančního sektoru ale i mnoha dalších oblastí, simulace Monte Carlo má určité nevýhody, vycházející z potřeby tvorby předpokladů. Tyto předpoklady nemají zaručenou přesnost a jistou jejich naplnění. Mezi běžné limitace simulace Monte Carlo patří:
- Závislost na vstupních hodnotách - Simulace Monte Carlo jsou jen tak dobré, jak dobré jsou vstupy, se kterými začínají. Simulaci lze použít například k hodnocení hodnoty začínající společnosti, ale to vyžaduje zobecnění úspěchu firmy v různých bodech v budoucnosti. Pro takový případ může být obtížné sehnat kvalitní data odpovídající realitě (pokud hodnoty nejsou přesné a realistické, klesá přesnost výsledků výstupní analýzy).[15]
- Problémy s vysokou dimenzionalitou - Při zvyšování počtu dimenzí simulace se exponenciálně zvyšuje počet hodnot, které je třeba generovat. To zvyšuje výpočetní dobu, ale především zvyšuje rozptyl směrodatné odchylky, na které závisí přesnost dosažených předpovídaných hodnot.[17]
- Lidský faktor - například v případě investičního portfolia, jeho úspěch není založen jen na finančních projekcích, ale také na lidském chování. Faktory, jako jsou neočekávané zdravotní problémy, ztráta zaměstnání nebo utrácení, mohou výrazně ovlivnit úspěch plánu v důchodu. Simulace Monte Carlo nemůže s jistotou zohlednit tyto proměnné, protože nejsou založeny na matematických modelech, ale na lidském chování.[18]
- Citlivost na výběr náhodných hodnot - Simulace Monte Carlo může být citlivá na způsobu výběru náhodných čísel. Pokud nejsou pečlivě zváženy a vybrány, výsledky mohou být nepřesné nebo zavádějící.[16]